# Grand Prix Singapuru 2022
Grand Prix Singapuru 2022, oficjalnie Formula 1 Singapore Airlines Singapore Grand Prix 2022 – siedemnasta runda Mistrzostw Świata Formuły 1 w sezonie 2022. Grand Prix odbyło się w dniach 30 września–2 października 2022 na torze Marina Bay Street Circuit w Marina Bay. Wyścig wygrał Sergio Pérez (Red Bull), a na podium kolejno stanęli po starcie z pole position Charles Leclerc (Ferrari) oraz Carlos Sainz Jr. (Ferrari).
Chociaż zaplanowano przejechać regularne 61 okrążeń, tylko 59 zostało ukończonych z powodu przekroczenia limitu dwóch godzin. Start wyścigu został opóźniony o ponad godzinę z powodu burzy z piorunami i doprowadził do rozpoczęcia wyścigu w mokrych warunkach, które stopniowo wysychały, aby umożliwić opony typu slick w drugiej połowie wyścigu.

## Lista startowa
| Nr          | Kierowca         | Zespół                                         | Samochód                          | Silnik                      | Opony |
| ----------- | ---------------- | ---------------------------------------------- | --------------------------------- | --------------------------- | ----- |
| 1           | Max Verstappen   | Oracle Red Bull Racing                         | Red Bull RB18                     | Red Bull RBPTH001 1,6 V6T   | P     |
| 3           | Daniel Ricciardo | McLaren F1 Team                                | McLaren MCL36                     | Mercedes-AMG F1 M13 1,6 V6T | P     |
| 4           | Lando Norris     | McLaren F1 Team                                | McLaren MCL36                     | Mercedes-AMG F1 M13 1,6 V6T | P     |
| 5           | Sebastian Vettel | Aston Martin Aramco Cognizant Formula One Team | Aston Martin AMR22                | Mercedes-AMG F1 M13 1,6 V6T | P     |
| 6           | Nicholas Latifi  | Williams Racing                                | Williams FW44                     | Mercedes-AMG F1 M13 1,6 V6T | P     |
| 10          | Pierre Gasly     | Scuderia AlphaTauri                            | AlphaTauri AT03                   | Red Bull RBPTH001 1,6 V6T   | P     |
| 11          | Sergio Pérez     | Oracle Red Bull Racing                         | Red Bull RB18                     | Red Bull RBPTH001 1,6 V6T   | P     |
| 14          | Fernando Alonso  | BWT Alpine F1 Team                             | Alpine A522                       | Renault E-Tech RE22 1,6 V6T | P     |
| 16          | Charles Leclerc  | Scuderia Ferrari                               | Ferrari F1-75                     | Ferrari 066/7 1,6 V6T       | P     |
| 18          | Lance Stroll     | Aston Martin Aramco Cognizant Formula One Team | Aston Martin AMR22                | Mercedes-AMG F1 M13 1,6 V6T | P     |
| 20          | Kevin Magnussen  | Haas F1 Team                                   | Haas VF-22                        | Ferrari 066/7 1,6 V6T       | P     |
| 22          | Yūki Tsunoda     | Scuderia AlphaTauri                            | AlphaTauri AT03                   | Red Bull RBPTH001 1,6 V6T   | P     |
| 23          | Alexander Albon  | Williams Racing                                | Williams FW44                     | Mercedes-AMG F1 M13 1,6 V6T | P     |
| 24          | Zhou Guanyu      | Alfa Romeo F1 Team ORLEN                       | Alfa Romeo C42                    | Ferrari 066/7 1,6 V6T       | P     |
| 31          | Esteban Ocon     | BWT Alpine F1 Team                             | Alpine A522                       | Renault E-Tech RE22 1,6 V6T | P     |
| 44          | Lewis Hamilton   | Mercedes-AMG Petronas Formula One Team         | Mercedes-AMG F1 W13 E Performance | Mercedes-AMG F1 M13 1,6 V6T | P     |
| 47          | Mick Schumacher  | Haas F1 Team                                   | Haas VF-22                        | Ferrari 066/7 1,6 V6T       | P     |
| 55          | Carlos Sainz Jr. | Scuderia Ferrari                               | Ferrari F1-75                     | Ferrari 066/7 1,6 V6T       | P     |
| 63          | George Russell   | Mercedes-AMG Petronas Formula One Team         | Mercedes-AMG F1 W13 E Performance | Mercedes-AMG F1 M13 1,6 V6T | P     |
| 77          | Valtteri Bottas  | Alfa Romeo F1 Team ORLEN                       | Alfa Romeo C42                    | Ferrari 066/7 1,6 V6T       | P     |
| Źródło: FIA |                  |                                                |                                   |                             |       |

## Wyniki

### Zwycięzcy sesji treningowych
| Sesja       | Nr | Kierowca         | Konstruktor | Czas     | Okr. |
| ----------- | -- | ---------------- | ----------- | -------- | ---- |
| 1           | 44 | Lewis Hamilton   | Mercedes    | 1:43,033 | 20   |
| 2           | 55 | Carlos Sainz Jr. | Ferrari     | 1:42,587 | 23   |
| 3           | 16 | Charles Leclerc  | Ferrari     | 1:57,782 | 11   |
| Źródło: FIA |    |                  |             |          |      |

### Kwalifikacje
| P                    | Nr | Kierowca         | Konstruktor                  | Czasy w kwalifikacjach | Czasy w kwalifikacjach | Czasy w kwalifikacjach | Poz. s. |
| P                    | Nr | Kierowca         | Konstruktor                  | Q1                     | Q2                     | Q3                     | Poz. s. |
| -------------------- | -- | ---------------- | ---------------------------- | ---------------------- | ---------------------- | ---------------------- | ------- |
| 1                    | 16 | Charles Leclerc  | Ferrari                      | 1:54,129               | 1:52,343               | 1:49,412               | 1       |
| 2                    | 11 | Sergio Pérez     | Red Bull Racing-RBPT         | 1:54,404               | 1:52,818               | 1:49,434               | 2       |
| 3                    | 44 | Lewis Hamilton   | Mercedes                     | 1:53,161               | 1:52,691               | 1:49,466               | 3       |
| 4                    | 55 | Carlos Sainz Jr. | Ferrari                      | 1:54,559               | 1:53,219               | 1:49,583               | 4       |
| 5                    | 14 | Fernando Alonso  | Alpine-Renault               | 1:55,360               | 1:53,127               | 1:49,966               | 5       |
| 6                    | 4  | Lando Norris     | McLaren-Mercedes             | 1:55,914               | 1:53,942               | 1:50,584               | 6       |
| 7                    | 10 | Pierre Gasly     | AlphaTauri-RBPT              | 1:55,606               | 1:53,546               | 1:51,211               | 7       |
| 8                    | 1  | Max Verstappen   | Red Bull Racing-RBPT         | 1:53,057               | 1:52,723               | 1:51,395               | 8       |
| 9                    | 20 | Kevin Magnussen  | Haas-Ferrari                 | 1:55,103               | 1:54,006               | 1:51,573               | 9       |
| 10                   | 22 | Yūki Tsunoda     | AlphaTauri-RBPT              | 1:55,314               | 1:53,848               | 1:51,983               | 10      |
| 11                   | 63 | George Russell   | Mercedes                     | 1:54,633               | 1:54,012               |                        | PL      |
| 12                   | 18 | Lance Stroll     | Aston Martin Aramco-Mercedes | 1:55,629               | 1:54,211               |                        | 11      |
| 13                   | 47 | Mick Schumacher  | Haas-Ferrari                 | 1:55,736               | 1:54,370               |                        | 12      |
| 14                   | 5  | Sebastian Vettel | Aston Martin Aramco-Mercedes | 1:55,602               | 1:54,380               |                        | 13      |
| 15                   | 24 | Zhou Guanyu      | Alfa Romeo-Ferrari           | 1:55,375               | 1:55,518               |                        | 14      |
| 16                   | 77 | Valtteri Bottas  | Alfa Romeo-Ferrari           | 1:56,083               |                        |                        | 15      |
| 17                   | 3  | Daniel Ricciardo | McLaren-Mercedes             | 1:56,226               |                        |                        | 16      |
| 18                   | 31 | Esteban Ocon     | Alpine-Renault               | 1:56,337               |                        |                        | 17      |
| 19                   | 23 | Alexander Albon  | Williams-Mercedes            | 1:56,985               |                        |                        | 18      |
| 20                   | 6  | Nicholas Latifi  | Williams-Mercedes            | 1:57,532               |                        |                        | 19      |
| 107% czasu: 2:00,971 |    |                  |                              |                        |                        |                        |         |
| Źródło: FIA          |    |                  |                              |                        |                        |                        |         |

Uwagi
1. ↑  George Russell został zmuszony do startu z końca stawki za wymianę części jednostki napędowej ponad regulaminowy limit. Nowe elementy jednostki napędowej zostały wymienione, gdy samochód znajdował się w parku zamkniętym bez zgody delegata technicznego, przez co został zmuszony do startu z alei serwisowej[6].

### Wyścig
| P           | Nr | Kierowca         | Konstruktor                  | Okr. | Czas                       | Start | +/– | Punkty |
| ----------- | -- | ---------------- | ---------------------------- | ---- | -------------------------- | ----- | --- | ------ |
| 1           | 11 | Sergio Pérez     | Red Bull Racing-RBPT         | 59   | 2:02:20,238                | 2     | 1   | 25     |
| 2           | 16 | Charles Leclerc  | Ferrari                      | 59   | +2,595                     | 1     | 1   | 18     |
| 3           | 55 | Carlos Sainz Jr. | Ferrari                      | 59   | +10,305                    | 4     | 1   | 15     |
| 4           | 4  | Lando Norris     | McLaren-Mercedes             | 59   | +21,133                    | 6     | 2   | 12     |
| 5           | 3  | Daniel Ricciardo | McLaren-Mercedes             | 59   | +53,282                    | 16    | 11  | 10     |
| 6           | 18 | Lance Stroll     | Aston Martin Aramco-Mercedes | 59   | +56,330                    | 11    | 5   | 8      |
| 7           | 1  | Max Verstappen   | Red Bull Racing-RBPT         | 59   | +58,825                    | 8     | 1   | 6      |
| 8           | 5  | Sebastian Vettel | Aston Martin Aramco-Mercedes | 59   | +1:00,032                  | 13    | 5   | 4      |
| 9           | 44 | Lewis Hamilton   | Mercedes                     | 59   | +1:01,515                  | 3     | 6   | 2      |
| 10          | 10 | Pierre Gasly     | AlphaTauri-RBPT              | 53   | +1:09,576                  | 7     | 3   | 1      |
| 11          | 77 | Valtteri Bottas  | Alfa Romeo-Ferrari           | 59   | +1:28,844                  | 15    | 4   |        |
| 12          | 20 | Kevin Magnussen  | Haas-Ferrari                 | 59   | +1:32,610                  | 9     | 3   |        |
| 13          | 47 | Mick Schumacher  | Haas-Ferrari                 | 58   | +1 okrążenie               | 12    | 1   |        |
| 14          | 63 | George Russell   | Mercedes                     | 57   | +2 okrążenia               | PL    | 6   | [ b ]  |
| NS          | 22 | Yūki Tsunoda     | AlphaTauri-RBPT              | 34   | NU (wypadek)               | 10    |     |        |
| NS          | 31 | Esteban Ocon     | Alpine-Renault               | 26   | NU (silnik)                | 17    |     |        |
| NS          | 23 | Alexander Albon  | Williams-Mercedes            | 25   | NU (uszkodzenia kolizyjne) | 18    |     |        |
| NS          | 14 | Fernando Alonso  | Alpine-Renault               | 20   | NU (silnik)                | 5     |     |        |
| NS          | 6  | Nicholas Latifi  | Williams-Mercedes            | 7    | NU (uszkodzenia kolizyjne) | 19    |     |        |
| NS          | 24 | Zhou Guanyu      | Alfa Romeo-Ferrari           | 6    | NU (kolizja)               | 14    |     |        |
| Źródło: FIA |    |                  |                              |      |                            |       |     |        |

Uwagi
1. ↑  Sergio Pérez otrzymał karę 5 sekund doliczonych do uzyskanego czasu za złamanie przepisów podczas neutralizacji, ale nie wpłynęło to na jego pozycję końcową[9].
2. ↑  Dodatkowy 1 punkt jest przyznawany kierowcy, który ustanowił najszybsze okrążenie w wyścigu, pod warunkiem, że ukończył wyścig w pierwszej 10.

### Najszybsze okrążenie
| Nr          | Kierowca       | Konstruktor | Czas     | Okr. |
| ----------- | -------------- | ----------- | -------- | ---- |
| 63          | George Russell | Mercedes    | 1:46,458 | 54   |
| Źródło: FIA |                |             |          |      |

### Prowadzenie w wyścigu
| Nr                              | Kierowca     | Konstruktor | Okrążenia | Suma |
| ------------------------------- | ------------ | ----------- | --------- | ---- |
| 11                              | Sergio Pérez | Red Bull    | 1–59      | 59   |
| \| Wykres \| \| ------ \| \| \| |              |             |           |      |
| Źródło: FIA                     |              |             |           |      |
| Wykres                          |              |             |           |      |
|                                 |              |             |           |      |

## Klasyfikacja po wyścigu

### Kierowcy
Źródło: FIA
| P  | +/− | Kierowca         | Starty | Punkty | P1 | P2 | P3 | PP | NO | NS |
| -- | --- | ---------------- | ------ | ------ | -- | -- | -- | -- | -- | -- |
| 1  | 0   | Max Verstappen   | 17     | 341    | 11 | 1  | 1  | 4  | 5  | 1  |
| 2  | 0   | Charles Leclerc  | 17     | 237    | 3  | 4  | 1  | 9  | 3  | 3  |
| 3  | 0   | Sergio Pérez     | 17     | 235    | 2  | 6  | –  | 1  | 3  | 2  |
| 4  | 0   | George Russell   | 17     | 203    | –  | 1  | 6  | 1  | 1  | 1  |
| 5  | 0   | Carlos Sainz Jr. | 17     | 202    | 1  | 3  | 4  | 2  | 2  | 4  |
| 6  | 0   | Lewis Hamilton   | 17     | 170    | –  | 2  | 4  | –  | 2  | 1  |
| 7  | 0   | Lando Norris     | 17     | 100    | –  | –  | 1  | –  | 1  | 1  |
| 8  | 0   | Esteban Ocon     | 17     | 66     | –  | –  | –  | –  | –  | 2  |
| 9  | 0   | Fernando Alonso  | 17     | 59     | –  | –  | –  | –  | –  | 4  |
| 10 | 0   | Valtteri Bottas  | 17     | 46     | –  | –  | –  | –  | –  | 4  |
| 11 | +3  | Daniel Ricciardo | 17     | 29     | –  | –  | –  | –  | –  | 2  |
| 12 | +1  | Sebastian Vettel | 15     | 24     | –  | –  | –  | –  | –  | 2  |
| 13 | −2  | Pierre Gasly     | 17     | 23     | –  | –  | –  | –  | –  | 3  |
| 14 | −2  | Kevin Magnussen  | 17     | 22     | –  | –  | –  | –  | –  | 3  |
| 15 | +3  | Lance Stroll     | 17     | 13     | –  | –  | –  | –  | –  | 1  |
| 16 | −1  | Mick Schumacher  | 17     | 12     | –  | –  | –  | –  | –  | 3  |
| 17 | −1  | Yūki Tsunoda     | 17     | 11     | –  | –  | –  | –  | –  | 5  |
| 18 | −1  | Zhou Guanyu      | 17     | 6      | –  | –  | –  | –  | –  | 5  |
| 19 | 0   | Alexander Albon  | 16     | 4      | –  | –  | –  | –  | –  | 2  |
| 20 | 0   | Nyck de Vries    | 1      | 2      | –  | –  | –  | –  | –  | –  |
| 21 | 0   | Nicholas Latifi  | 17     | 0      | –  | –  | –  | –  | –  | 5  |
| 22 | 0   | Nico Hülkenberg  | 2      | 0      | –  | –  | –  | –  | –  | –  |
| P  | +/− | Kierowca         | Starty | Punkty | P1 | P2 | P3 | PP | NO | NS |

### Konstruktorzy
Źródło: FIA
| P  | +/− | Konstruktor                  | Starty | Punkty | P1 | P2 | P3 | PP | NO | NS |
| -- | --- | ---------------------------- | ------ | ------ | -- | -- | -- | -- | -- | -- |
| 1  | 0   | Red Bull Racing-RBPT         | 34     | 576    | 13 | 7  | 1  | 6  | 8  | 3  |
| 2  | 0   | Ferrari                      | 34     | 439    | 4  | 7  | 5  | 10 | 5  | 7  |
| 3  | 0   | Mercedes                     | 34     | 373    | –  | 3  | 10 | 1  | 3  | 2  |
| 4  | +1  | McLaren-Mercedes             | 34     | 129    | –  | –  | 1  | –  | 1  | 3  |
| 5  | −1  | Alpine-Renault               | 34     | 125    | –  | –  | –  | –  | –  | 6  |
| 6  | 0   | Alfa Romeo Racing-Ferrari    | 34     | 52     | –  | –  | –  | –  | –  | 9  |
| 7  | +2  | Aston Martin Aramco-Mercedes | 34     | 37     | –  | –  | –  | –  | –  | 3  |
| 8  | −1  | Haas-Ferrari                 | 34     | 34     | –  | –  | –  | –  | –  | 6  |
| 9  | −1  | Scuderia AlphaTauri-RBPT     | 34     | 34     | –  | –  | –  | –  | –  | 8  |
| 10 | 0   | Williams-Mercedes            | 34     | 6      | –  | –  | –  | –  | –  | 7  |
| P  | +/− | Konstruktor                  | Starty | Punkty | P1 | P2 | P3 | PP | NO | NS |